# Sophrops roeri
Sophrops roeri är en skalbaggsart som beskrevs av Frey 1972. Sophrops roeri ingår i släktet Sophrops och familjen Melolonthidae. Inga underarter finns listade i Catalogue of Life.